# Банат
Бана̀т (на румънски: Banat; на сръбски: Банат или Banat; на унгарски: Bánát или Bánság) е историко-географска област в Югоизточна Европа, част от Среднодунавската равнина. Разположена е между река Дунав на юг, река Тиса на запад, река Муреш на север и южните Карпати (реките Стрею (Strei) и Жиу) на изток.

## География
Територията на географската област Банат към второто десетилетие на 20 век е разделена между Румъния, Сърбия и Унгария. В областта са разположени: в Румъния – части от окръзите Тимиш, Караш-Северин, Арад и Хунедоара; в Сърбия – основната част на Войводина; в Унгария – област Чонград. Историческият център на Банат е румънският град Тимишоара (Темешвар).

- Релефна карта
- Румънски Банат
- Войводина и Сръбски Банат

## Етимология
Думата Банат означава гранична област, управлявана от бан. В средновековна Унгария има няколко баната (бановини) – Далмация, Славония, Босна и Хърватия. Днешен Банат никога не е управляван от бан, а получава името си след договора от Пасаровиц (Пожаревац) от 1718, където е описан като Темешварски банат.

## История
Преди завладяването на областта от Римската империя при император Траян през 106 година, Банат е обитаван от даки.
При миграционните процеси през ранното Средновековие славяните се заселват в днешен Банат (6 век).

### Първо българско царство
Областта е част от Първото българско царство в началото на 9 век. Унгарските исторически хроники „Gesta Hungarorum“ споменават княжеството „Глад“, разположено на част от банатската територия, чийто княз е бил родом от Видин и е бил васал на цар Симеон Велики.
Регионът попада под властта на Кралство Унгария през 11 век и е част от административните единици (комитати) Torontál, Temes, Krassó и  Szörény.

### Османската империя
Банат е завладян от Османската империя през 1552 г. и става османска провинция, наричана „Темишварски еялет“. От 16 век е населяван от сърби и власи. През 1594 г. в Банат започва силна съпротива срещу османското владичество.

### Династията на Хабсбургите
През 17 век част от Банат е превзета от Австрийската империя на Хабсбургите. През 1716 г. савойският принц Еужен отнема и последната част на Банат от Отоманската империя. След Договора от Пасаровиц (Пожаревац) от 1718 г. Банат става провинция на Хабсбургската монархия, администрирана от военните.
През 1751 г. австрийската императрица Мария Тереза въвежда гражданско управление. Според легенди, живи и до днес в живеещото в Банат българско малцинство, именно Мария Тереза (наричана от банатските българи „Мария Терезия“) дарява на емигриралите от поробена България с дарствена грамота част от Банат – „толкова, колкото може да се обходи с кон от изгрев до залез слънце“.
Мария Тереза колонизира слабо населения регион с етнически немски селяни от германските провинции Швабия, Елзас и Бавария, както и с австрийци. Банатският регион става известен като „Дунавска Швабия“.
През 1779 г. Банат става част от Кралство Унгария. През 1848 г. Западен Банат преминава към Сръбска Войводина – сръбски автономен регион в Хабсбургската империя. По време на революцията от 1848 – 1849 г. Банат е завладяван от сръбски и унгарски войски.
След революцията от 1848 – 1849 г. Банат, заедно с областите Срем и Бачка, става австрийска провинция под името Войводство Сърбия и Тамишки Банат, която през 1860 г. вече е част от Кралство Унгария.

### Банатската република от 1918
През октомври 1918 г. в Тимишоара е обявена Банатска република и правителството на Унгария признава нейната независимост. Републиката обаче просъществува за кратко – сръбски войски навлизат в региона и го овладяват.
Съгласно Мирния договор от Трианон от 1920 г. голяма част от Банат става част от Румъния.

## Демография
През 1774 г. данните сочат, че населението на Банат е имало следния етнически състав:
- румънци – 220 000
- сърби и гърци – 100 000
- германци – 53 000
- унгарци и българи – 2400
- евреи – 340

### Банатски българи
В румънската част на Банат живеят – към 2005 г., около 10000 етнически българи със запазено българско самосъзнание, говорещи на съхранен през вековете и разбираем за съвременните българи диалект. Счита се, че българите в Банат са бежанци след разгрома на Чипровското въстание от 1688 г. Банатските българи са католици, занимаващи се главно със земеделие.

## Градове
Сред по-големите градове в Банат са:
- Румъния:
  - Тимишоара (317 651)
  - Решица (83 985)
  - Лугож (44 571)
  - Карансебеш (28 294)
- Сърбия:
  - Зренянин (79 545)
  - Панчево (76 110)
  - Кикинда (41 825)
  - Вършац (36 001)

## Други
На Банат е наречена улица в квартал „Хладилника“ в София (Карта).